# Helga Schütz
Helga Schütz (Sokołowiec, 2 de octubre de 1937) es una escritora y guionista alemana.

## Vida
Se crio con sus abuelos y se trasladó a Dresde en el año 1944. Después de la escuela aprobó estudios de jardinería y trabajó como paisajista. Desde el año 1955 hasta 1958 visitó la Arbeiter-und-Bauern-Fakultät en Potsdam, y entre los años 1958 y 1962 estudió dramaturgia en la Deutschen Hochschule für Filmkunst en Babelsberg. Desde 1960 trabaja como guionista independiente para la Deutsche Film-Aktiengesellschaft, donde en un principio se centró en documentales. Desde 1965 trabajó estrechamente junto al director Egon Günther, con quién mantuvo una relación. Redactó numerosos guiones de documentales y largometrajes y ocasionalmente ella misma era la directora. Desde 1993 posee una cátedra en Hochschule für Film und Fernsehen.
Desde la década de 1970 Helga Schütz se convirtió en una autora de prosa cuyos textos retrataban experiencias de su niñez y su juventud de forma poética y distanciada, influidos por la experiencia de la escritora como guionista.
Es miembro del PEN Club Internacional de Alemania y de la Akademie der Wissenschaften und der Literatur Mainz. Ha recibido las siguientes distinciones: Premio Heinrich Greif (1968), Premio Heinrich Mann de la Akademie der Künste der DDR (1973), Premio Theodor Fontane für Kunst und Literatur (1974), Premio Stadtschreiber de Maguncia (1991), Brandenburgischer Literaturpreis (1992), Premio Dr. Manfred Jahrmarkt Ehrengabe de la Deutsche Schillerstiftung (1998) y la beca Calwer Hermann Hesse (2003).

## Obra
- Vorgeschichten oder schöne Gegend Probstein (1971)
- Das Erdbeben bei Sangerhausen und andere Geschichten (1972)
- Festbeleuchtung (1974)
- Jette in Dresden (1977)
- Julia oder Erziehung zum Chorgesang (1980)
- Martin Luther. Eine Erzählung für den Film (1983)
- In Annas Namen (1986)
- Heimat süße Heimat (1992)
- Vom Glanz der Elbe (1995)
- Grenze zum gestrigen Tag (2000)
- Dahlien im Sand (2002, junto con Rainer J. Fischer)
- Knietief im Paradies (2005)
- Sepia (2012)

## Guiones
- Es liegt an uns (1964)
- Lots Weib (1965)
- Wenn du groß bist, lieber Adam (1965)
- 7 Sätze über das Lernen (1969)
- Auftrag für morgen (1969)
- Seilfahrt 69 (1969)
- Stabwechsel (1971)
- Die Nuß (1972)
- Die Schlüssel (1972)
- Handschriften (1973)
- Zum Beispiel Malen (1973)
- Meister Maidburg in Annaberg (TV) (1973)
- Tage auf dem Lande (1975)
- Die Leiden des jungen Werthers (1976)
- Ursula (TV) (1978)
- P. S. (1978)
- Addio, piccola mia (1979)
- Vivos voco – Ich rufe die Lebenden (TV) (1981)
- „Da kommen sie und fragen“. Neun Tage aus Goethes Leben (TV) (1981)
- Fontane, Theodor – Potsdamer Straße 134c (TV) (1982)
- Martin Luther (1983)
- Schauplatz der Geschichte: Dresden (TV) (1984)
- Museen der Welt: Der Zwinger in Dresden (TV, también dirección) (1984)
- Bettina von Arnim geb. Schober (TV) (1985)
- Schauplatz der Geschichte: Erfurt (TV, también dirección) (1986)
- Schauplatz der Geschichte: Rostock (TV, también dirección) (1986)
- Fallada – letztes Kapitel (1988)
- Stein (1991)